# Grabenkirche

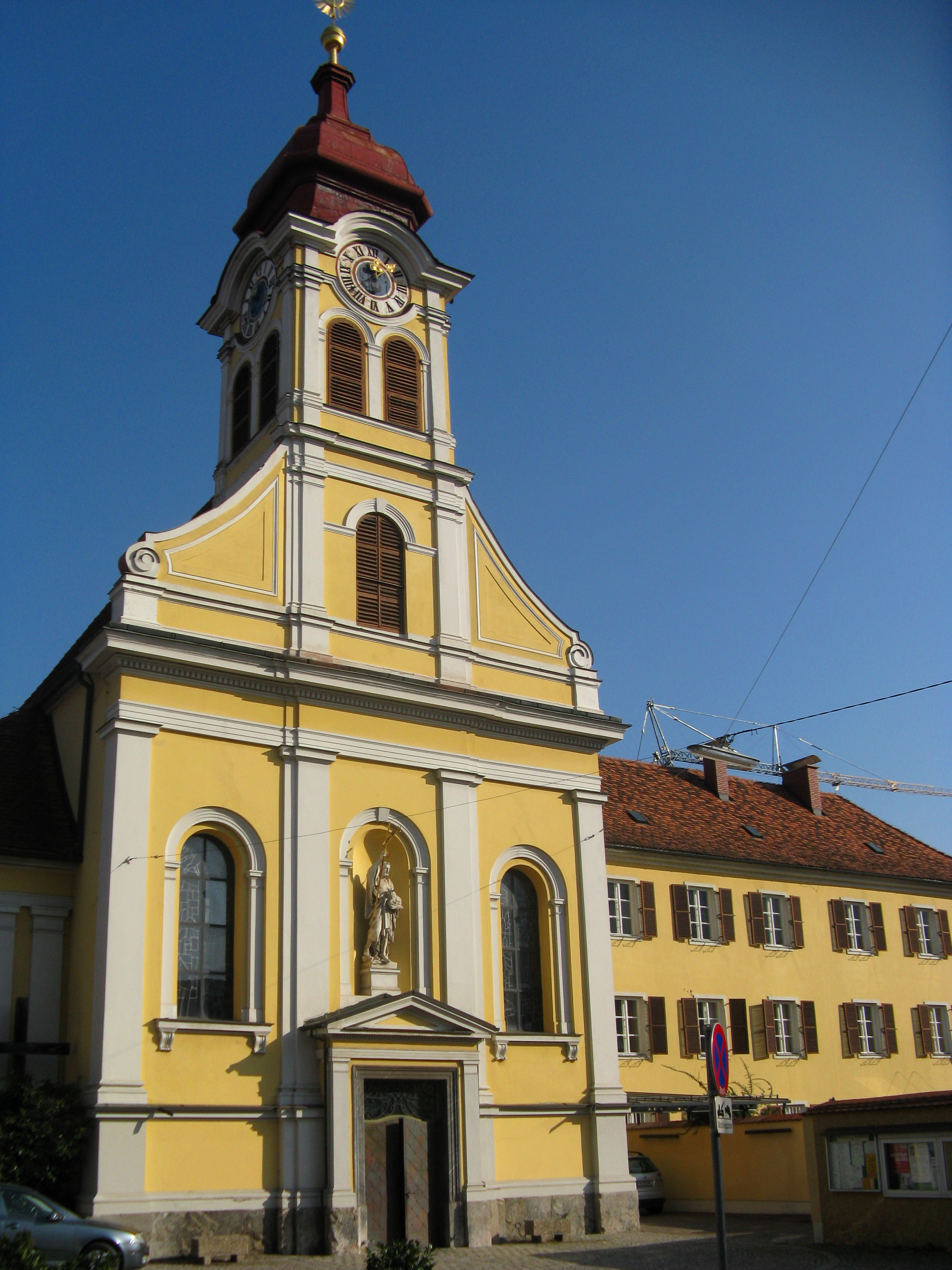
Westfassade der Grabenkirche

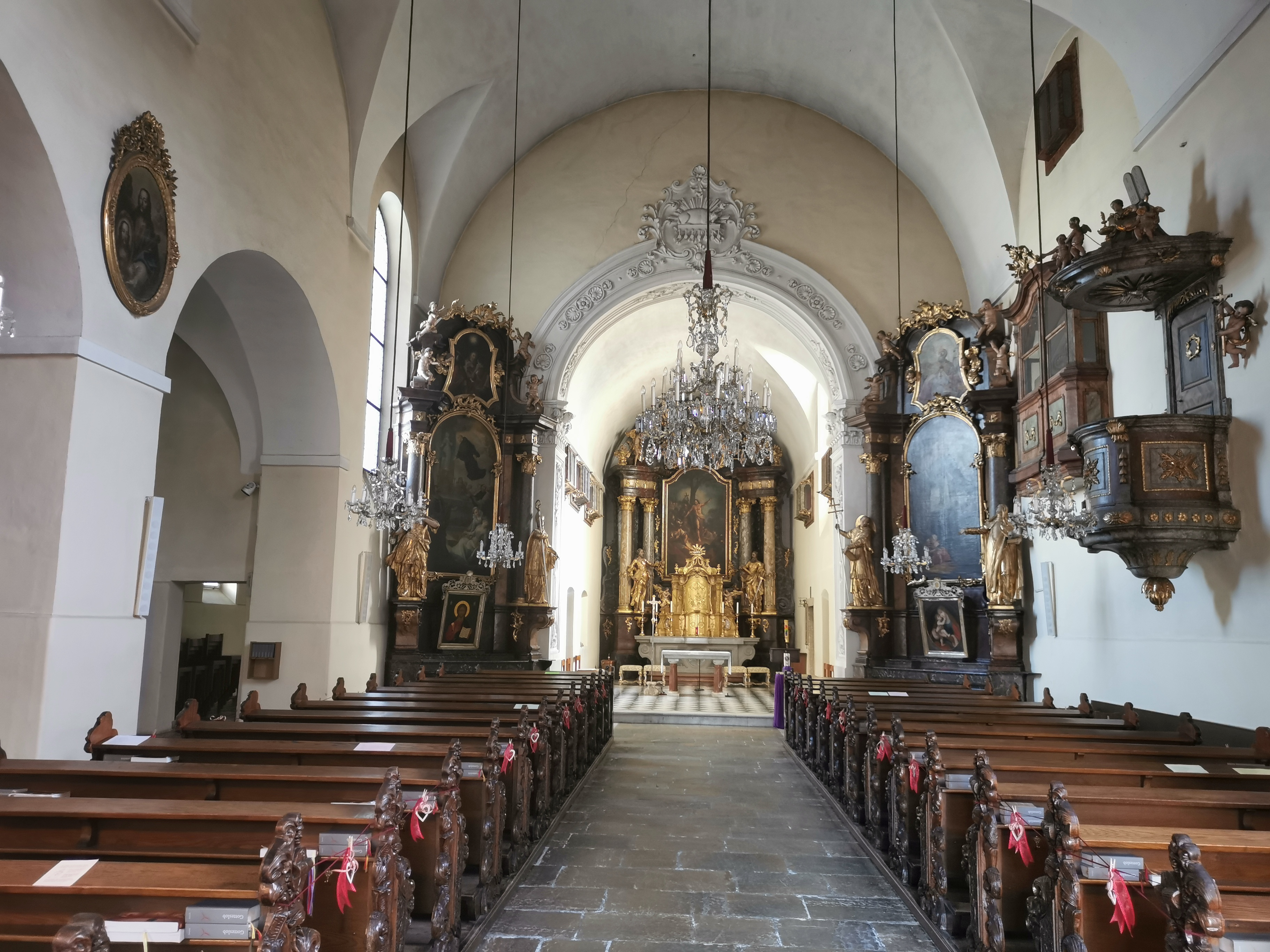
Langhaus, Blick zum Chor

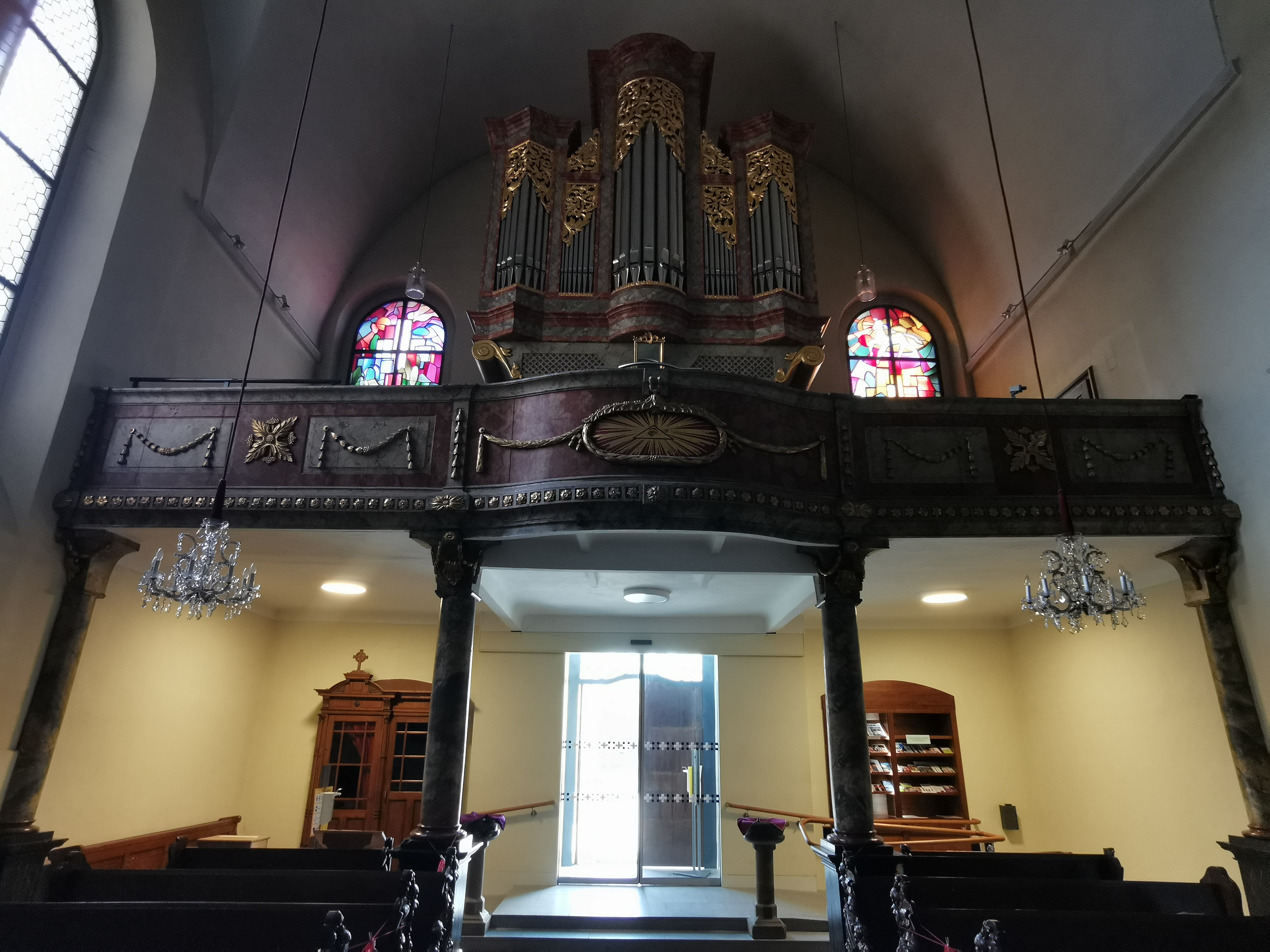
Langhaus, Blick zur Empore

Die Grabenkirche, auch Pfarrkirche Graz-Graben, Kirche Hl. Johannes der Täufer Geidorf, ist eine römisch-katholische Pfarrkirche im dritten Grazer Gemeindebezirk Geidorf in der Steiermark. Die dem Patrozinium des Heiligen Johannes der Täufer unterstellte Kirche war einst Niederlassung der Kapuziner zusammen mit dem Grabenkloster und gehört nun zum Seelsorgeraum Graz-Nord (Dekanat Graz-Nord) der Stadtkirche Graz in der Diözese Graz-Seckau. Die Kirche steht unter Denkmalschutz (Listeneintrag).

## Geschichte
Die Gegend der Grabenkirche wurde ab 1294 nach den Herren von Graben "Am Graben" oder auch Grabenvorstadt genannt. Neben der Grabenkirche gab es  mit der Antoniuskirche noch eine zweite und ältere Kirche in der Paulustorgasse (heute Volkskundemuseum). Der ältere Konvent ließ in der rasch wachsenden Vorstadt ein neues Kloster gründen, das Grabenkloster, um die Seelsorge auszuweiten. 
Aus diesem Grund wurde ein turmloser Kirchenbau errichtet, der 1652 geweiht wurde. Die Kapuziner gründeten auch eine Schule und betreuten in den Pestjahren zahlreiche Kranke. Im Zuge der Josephinischen Reformen wurde das Kloster 1786 aufgelassen und nach der Vertreibung der Mönche eine Pfarre eingerichtet. Der erste Pfarrer war Ludwig Jakomini, ein Bruder des damaligen Bürgermeisters der Stadt Graz. Ab 1969 war das Seelsorgezentrum Graz-Nord mit der Salvatorkirche eine Expositur der Grabenpfarre, bis die Salvatorpfarre im Zuge des Katholikentages im Jahr 1981 selbstständig wurde.
2007 erhielt die Pfarre, die sich für einige Jahre von Salvator einen Pfarrer teilte, mit Mag. Markus Madl einen im Rollstuhl sitzenden Seelsorger. Dafür wurde das Pfarrhaus in den Jahren 2007 bis 2008 umfassen rollstuhlgerecht umgebaut.

## Gestaltung
Die Ausstattung der Grabenkirche wurde von verschiedenen Kirchen zusammengetragen. Der Hochaltar stammt aus der Franziskanerkirche, der ursprünglich in der aufgelassenen Karmelitinnenkirche am Andreas-Hofer-Platz stand. Das Altarblatt mit einer Darstellung von Johannes dem Täufer ist von den Heiligen Petrus und Paulus umgeben. Die Seitenaltäre standen ursprünglich in der Mariahilferkirche und zeigen den heiligen Johannes Nepomuk (rechts) und den heiligen Josef von Copertino. Der mit Ranken verzierte Tabernakel ist der einzige bekannte Überrest aus der zerstörten Georgskirche in der Murvorstadt. Die Kirchenbänke stammen aus der ehemaligen Karmelitinnenkirche am Andreas-Hofer-Platz. 
Der steirische Barockmaler Hans Adam Weissenkircher schuf für die Grabenkirche eines seiner Hauptwerke, die Verkündigung an Maria, das erst 1996 an der Seitenwand der Kirche Platz gefunden hat und bis dahin in der Stiegenkirche hing.
Die erste Orgel der Kirche stammte aus der Pfarrkirche St. Andrä. Um 1885/86 wurde diese durch eine Orgel mit zwölf Registern der Salzburger Firma Mauracher ersetzt. 1995 wurde die niederösterreichische Firma Allgäuer beauftragt, eine neue Orgel mit 23 Registern zu errichten, die am 5. Juli 1998 geweiht wurde. Die vorige Orgel kam in die Pfarrkirche Ranten.